# Apia International Sydney 2015 - Qualificazioni singolare maschile
Le qualificazioni del singolare maschile dell'Apia International Sydney 2015 sono state un torneo di tennis preliminare per accedere alla fase finale della manifestazione. I vincitori dell'ultimo turno sono entrati di diritto nel tabellone principale. In caso di ritiro di uno o più giocatori aventi diritto a questi sono subentrati i lucky loser, ossia i giocatori che hanno perso nell'ultimo turno ma che avevano una classifica più alta rispetto agli altri partecipanti che avevano comunque perso nel turno finale.

## Teste di serie
1. Serhij Stachovs'kyj (primo turno)
2. Tejmuraz Gabašvili (ultimo turno)
3. Michail Kukuškin (qualificato)
4. Carlos Berlocq (ritirato)

1. Andrej Golubev (secondo turno)
2. Jarkko Nieminen (qualificato)
3. Igor Sijsling (qualificato)
4. Paul-Henri Mathieu (primo turno, ritirato)

## Qualificati
1. Igor Sijsling
2. Jarkko Nieminen

1. Michail Kukuškin
2. Viktor Troicki

## Tabellone

### Legenda
| - Q = Qualificato - WC = Wild card - LL = Lucky loser | - ALT = Alternate - SE = Special Exempt - PR = Protected Ranking | - w/o = Walkover - r = Ritirato - d = Squalificato |

### Sezione 1
|  | Primo turno            | Primo turno            | Primo turno       | Primo turno | Primo turno |  |  | Secondo turno          | Secondo turno          | Secondo turno | Secondo turno | Secondo turno |   |   | Ultimo turno | Ultimo turno | Ultimo turno | Ultimo turno | Ultimo turno |  |
|  |                        |                        |                   |             |             |  |  |                        |                        |               |               |               |   |   |              |              |              |              |              |  |
|  | Alt                    | Jonathan Eysseric      | Jonathan Eysseric | 3           | 4           |  |  |                        |                        |               |               |               |   |   |              |              |              |              |              |  |
|  |                        | João Souza             | João Souza        | 6           | 6           |  |  | João Souza             | João Souza             | 4             | 6             | 6             |   |   |              |              |              |              |              |  |
|  | Édouard Roger-Vasselin | Édouard Roger-Vasselin | 6                 | 5           | 6           |  |  | Édouard Roger-Vasselin | Édouard Roger-Vasselin | 6             | 4             | 3             |   |   |              |              |              |              |              |  |
|  | Luke Saville           | Luke Saville           | 3                 | 7           | 3           |  |  |                        |                        |               |               |               |   |   |              | João Souza   | 6            | 6            | 4            |  |
|  | Tobias Kamke           | Tobias Kamke           | Tobias Kamke      | 6           | 6           |  |  |                        |                        | 7             | Igor Sijsling | 4             | 7 | 6 |              |              |              |              |              |  |
|  | Roberto Marcora        | Roberto Marcora        | Roberto Marcora   | 2           | 4           |  |  |                        | Tobias Kamke           | Tobias Kamke  | 2             | 5             |   |   |              |              |              |              |              |  |
|  |                        | Gonzalo Lama           | Gonzalo Lama      | 2           | 4           |  |  | 7                      | Igor Sijsling          | Igor Sijsling | 6             | 7             |   |   |              |              |              |              |              |  |
|  | 7                      | Igor Sijsling          | Igor Sijsling     | 6           | 6           |  |  |                        |                        |               |               |               |   |   |              |              |              |              |              |  |

### Sezione 2
|  | Primo turno      | Primo turno             | Primo turno      | Primo turno | Primo turno |  |  | Secondo turno | Secondo turno      | Secondo turno      | Secondo turno   | Secondo turno |   |   | Ultimo turno | Ultimo turno       | Ultimo turno | Ultimo turno | Ultimo turno |  |
|  |                  |                         |                  |             |             |  |  |               |                    |                    |                 |               |   |   |              |                    |              |              |              |  |
|  | 2                | Tejmuraz Gabašvili      | 64               | 6           | 6           |  |  |               |                    |                    |                 |               |   |   |              |                    |              |              |              |  |
|  |                  | Hans Podlipnik-Castillo | 7                | 1           | 3           |  |  | 2             | Tejmuraz Gabašvili | Tejmuraz Gabašvili | 6               | 6             |   |   |              |                    |              |              |              |  |
|  | Horacio Zeballos | Horacio Zeballos        | Horacio Zeballos | 4           | 4           |  |  |               | James McGee        | James McGee        | 3               | 4             |   |   |              |                    |              |              |              |  |
|  | James McGee      | James McGee             | James McGee      | 6           | 6           |  |  |               |                    |                    |                 |               |   |   | 2            | Tejmuraz Gabašvili | 2            | 6            | 4            |  |
|  | WC               | Jacob Grills            | Jacob Grills     | 5           | 1           |  |  |               |                    | 6                  | Jarkko Nieminen | 6             | 1 | 6 |              |                    |              |              |              |  |
|  |                  | Zhang Ze                | Zhang Ze         | 7           | 6           |  |  |               | Zhang Ze           | 7                  | 3               | 4             |   |   |              |                    |              |              |              |  |
|  | WC               | Matt Reid               | 6                | 1           | 5           |  |  | 6             | Jarkko Nieminen    | 5                  | 6               | 6             |   |   |              |                    |              |              |              |  |
|  | 6                | Jarkko Nieminen         | 4                | 6           | 7           |  |  |               |                    |                    |                 |               |   |   |              |                    |              |              |              |  |

### Sezione 3
|  | Primo turno        | Primo turno           | Primo turno           | Primo turno | Primo turno |  |  | Secondo turno | Secondo turno      | Secondo turno    | Secondo turno      | Secondo turno      |    |   | Ultimo turno | Ultimo turno     | Ultimo turno     | Ultimo turno | Ultimo turno |  |
|  |                    |                       |                       |             |             |  |  |               |                    |                  |                    |                    |    |   |              |                  |                  |              |              |  |
|  | 3                  | Michail Kukuškin      | Michail Kukuškin      | 6           | 6           |  |  |               |                    |                  |                    |                    |    |   |              |                  |                  |              |              |  |
|  | WC                 | Christopher O'Connell | Christopher O'Connell | 3           | 3           |  |  | 3             | Michail Kukuškin   | Michail Kukuškin | 6                  | 6                  |    |   |              |                  |                  |              |              |  |
|  | Denis Kudla        | Denis Kudla           | Denis Kudla           | 6           | 4           |  |  |               | Denis Kudla        | Denis Kudla      | 4                  | 3                  |    |   |              |                  |                  |              |              |  |
|  | Blaž Kavčič        | Blaž Kavčič           | Blaž Kavčič           | 2           | 4r          |  |  |               |                    |                  |                    |                    |    |   | 3            | Michail Kukuškin | Michail Kukuškin | 7            | 6            |  |
|  | Andrea Arnaboldi   | Andrea Arnaboldi      | 6                     | 2           | 4           |  |  |               |                    |                  | John-Patrick Smith | John-Patrick Smith | 64 | 3 |              |                  |                  |              |              |  |
|  | John-Patrick Smith | John-Patrick Smith    | 4                     | 6           | 6           |  |  |               | John-Patrick Smith | 6                | 67                 | 7                  |    |   |              |                  |                  |              |              |  |
|  |                    | Niels Desein          | Niels Desein          | 4           | 65          |  |  | 5             | Andrej Golubev     | 3                | 7                  | 65                 |    |   |              |                  |                  |              |              |  |
|  | 5                  | Andrej Golubev        | Andrej Golubev        | 6           | 7           |  |  |               |                    |                  |                    |                    |    |   |              |                  |                  |              |              |  |

### Sezione 4
|  | Primo turno         | Primo turno         | Primo turno         | Primo turno | Primo turno |  |  | Secondo turno     | Secondo turno     | Secondo turno     | Secondo turno  | Secondo turno  |   |   | Ultimo turno      | Ultimo turno      | Ultimo turno      | Ultimo turno | Ultimo turno |  |
|  |                     |                     |                     |             |             |  |  |                   |                   |                   |                |                |   |   |                   |                   |                   |              |              |  |
|  | Alt                 | Simon Ede           | Simon Ede           | 0           | 4           |  |  |                   |                   |                   |                |                |   |   |                   |                   |                   |              |              |  |
|  |                     | Stefano Travaglia   | Stefano Travaglia   | 6           | 6           |  |  | Stefano Travaglia | Stefano Travaglia | Stefano Travaglia | 6              | 7              |   |   |                   |                   |                   |              |              |  |
|  |                     | Yūichi Sugita       | 3                   | 6           | 6           |  |  | Yūichi Sugita     | Yūichi Sugita     | Yūichi Sugita     | 3              | 5              |   |   |                   |                   |                   |              |              |  |
|  | WC                  | Blake Mott          | 6                   | 2           | 2           |  |  |                   |                   |                   |                |                |   |   | Stefano Travaglia | Stefano Travaglia | Stefano Travaglia | 5            | 3            |  |
|  | Enrique López-Pérez | Enrique López-Pérez | Enrique López-Pérez | 3           | 4           |  |  |                   |                   | Viktor Troicki    | Viktor Troicki | Viktor Troicki | 7 | 6 |                   |                   |                   |              |              |  |
|  | Viktor Troicki      | Viktor Troicki      | Viktor Troicki      | 6           | 6           |  |  | Viktor Troicki    | Viktor Troicki    | 4                 | 6              | 6              |   |   |                   |                   |                   |              |              |  |
|  |                     | Nicolás Jarry       | 3                   | 7           | 1           |  |  | Nicolás Jarry     | Nicolás Jarry     | 6                 | 1              | 4              |   |   |                   |                   |                   |              |              |  |
|  | 8                   | Paul-Henri Mathieu  | 6                   | 63          | 0r          |  |  |                   |                   |                   |                |                |   |   |                   |                   |                   |              |              |  |